# Le invisibili
Le invisibili (Les Invisibles) è un film del 2018 diretto da Louis-Julien Petit. È basato sul documentario di Claire Lajeunie Femmes Invisibles e sul saggio Sur la route des Invisibles, della stessa autrice. Le invisibili ha incassato 10 milioni di euro al botteghino francese.

## Trama
Quando il comune chiude Envol, il centro di accoglienza femminile per cui lavorano, le assistenti sociali Manu, Angelique, Audrey ed Hélène cercano di aiutare il gruppo di senza tetto a trovare un lavoro. Per farlo, decidono di mantenere aperta la struttura illegalmente. Fra profonde crisi personali, enormi difficoltà di inserimento, tradimenti e amori, le donne cercano in ogni modo di inserirsi nel mondo del lavoro.

## Accoglienza

### Pubblico
Il film ha incassato 19 milioni di dollari al botteghino.

### Critica
L'aggregatore di recensioni AlloCiné gli assegna un voto di 3,6 su 5 basato su un totale di 25 recensioni.